# Francolí
|  | Aquest article tracta sobre el riu Francolí. Vegeu-ne altres significats a «Francolí (ocell)». |

El Francolí és un riu de Catalunya que desguassa al mar Mediterrani, al port de Tarragona, i és el riu més important dels que neixen a les comarques de Tarragona.

## Etimologia
L'únic autor de l'antiguitat que anomena el Francolí és Pomponi Mela, qui l'anomena Tulcis. El nom recorda els hidrònims del nord-est del Principat, començats per t- i força breus, com el Ter, el Tec o la Tet; llurs orígens romanen desconeguts, si bé hom pot afirmar que són preromans.
A l'edat mitjana el vell nom degué caure en desús i rebé el nom amb què avui en dia el coneixem. El topònim Francolí pot provenir de diversos llocs:
- De l'au francolí.[4]
- D'un tipus d'alou (propietat territorial lliure i exempta de tota càrrega i dret senyorial, a l'edat mitjana), consistent en terres de les quals el senyor directe només rebia els censos, anomenat francolí.
- Del llatí flumicolinum, diminutiu de flumen, "riu".[5]
- De l'antropònim germànic Francolinus.[4] A parer de Joan Coromines, aquesta és l'única teoria versemblant.[6]

## Curs
El riu transcorre pels municipis de Vimbodí i Poblet, l'Espluga de Francolí, Montblanc, Vilaverd, la Riba, Valls, Alcover, el Milà, la Masó, Vallmoll, el Rourell, el Morell, els Garidells, Perafort, la Pobla de Mafumet, els Pallaresos, Constantí i Tarragona.

### Naixement
El punt de naixement del Francolí no està del tot establert; s'acostuma a dir que neix a la Font Major de l'Espluga de Francolí (Conca de Barberà), però el riu ja s'anomena "Francolí" abans d'arribar a l'Espluga; en aquesta població només s'hi ajunta el riu Sec, molt a prop de la Font Major. L'aigua que brolla en aquesta cova no és més que la part infiltrada de les rieres i torrents que baixen de les muntanyes de Prades. Així, el veritable naixement del Francolí seria dins del terme municipal de Vimbodí, on el barranc dels Torrents s'ajunta al riu Milans. De fet, algunes fonts donen com a origen del Francolí el barranc de Viern, tot i que aquest barranc és solament un afluent del Milans.

### Zona humida de la Sallida
Al terme de Montblanc, a l'aiguabarreig del Francolí amb el riu Anguera es troba la zona humida de la Sallida. Es tracta de terrenys de titularitat pública que ocupen una superfície d'unes 14,5 hectàrees. És un espai interessant on s'hi poden observar tota mena d'ocells d'aiguamoll i on lentament es recupera la vegetació típica del bosc de ribera.

### Desembocadura
La desembocadura del riu Francolí es localitza al mateix port de la ciutat de Tarragona al mar Mediterrani, està catalogada com a zona humida, i ocupa una superfície de 13,5 hectàrees. Es tracta d'un espai molt degradat per les infraestructures portuàries, carreteres, vies de ferrocarril, polígons industrials, abocaments contaminants aigües amunt, etc. Això ha afectat molt negativament la vegetació, reduïda a uns pocs retalls de canyissar, bogar i algun peu aïllat de tamariu (Tamarix sp.). Tanmateix, el seu interès ecològic és elevat. S'hi poden observar espècies com el cames-llargues (Himantopus himantopus), el corriol petit (Charadrius dubius) o el corriol camanegre (C. alexandrinus) que, si bé no nidifiquen actualment a l'espai, sí que ho fan en altres punts del port de Tarragona. Igualment, pel fet de situar-se en plena costa catalana l'espai resulta molt atractiu per a la fauna migradora i hivernant, esdevenint una important zona de descans.
Pel que fa als principals factors que afecten de forma negativa l'espai destacar aquells lligats a la mateixa localització de l'espai: soroll, infraestructures portuàries, carreteres, camins i abocaments. El riu Francolí fou objecte d'un procés de canalització l'any 2002 que influencià en gran manera l'espai, ja que es van modificar els marges del riu i es van reduir les comunitats vegetals de forma important. 

## Cabal
Com altres rius catalans que desguassen a la Mediterrània, és de cabal molt irregular; durant molts mesos l'any el cabal és ínfim. Amb tot a vegades es desborda completament i origina fortes riuades.
L'octubre de 1994 es va endur el pont de la carretera de Montblanc a Prenafeta que travessava el riu i va fer grans destrosses al barri del Serrallo de Tarragona. El cabal a Montblanc en aquell moment va assolir els 443 m³/s, xifra propera al cabal mitjà de l'Ebre quan penetra a Catalunya.
Pitjor va ser la riuada del 22 d'octubre de 2019 quan una gota freda descarregà més de 200 litres per metre quadrat a diversos punts de les comarques de Tarragona, principalment al Baix Camp i a la Conca de Barberà, assolint registres de fins a 267 litres a Prades. L'estació d'aforament del Francolí a Tarragona va passar d'un cabal d'aigua que no arribava a 1 m³/s, a 1.230 m³/s cap als volts de la mitjanit, gairebé 10 vegades el cabal de l'Ebre al seu pas per Tortosa. Aquesta riuada ocasionà grans destrosses entre els pobles de la Conca i diversos morts i desapareguts.
Per tal d'aprofitar-ne l'aigua per al regadiu, a finals dels anys 40 del segle xx s'hi va projectar un embassament, la presa del qual estaria situada al congost de la Riba (Alt Camp), per on el riu entra al Camp de Tarragona, i que negaria el poble de Vilaverd, però l'any 1958 encara no se n'havien contractat les obres i finalment se'n va desestimar la construcció.

## Conca

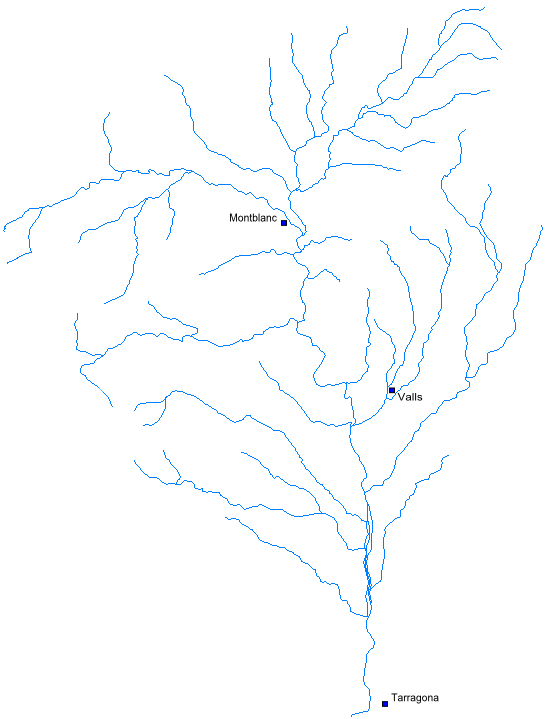
La conca del Francolí

La conca del Francolí abasta la Conca de Barberà estricta, és a dir, els sectors centre i sud de la comarca (excepte el municipi de Senan), la meitat occidental de l'Alt Camp i la part central del Tarragonès. Tota l'aigua del vessant nord i nord-est de les muntanyes de Prades alimenta el Francolí, i es pot situar la cota màxima de la seva conca, doncs, al Tossal de la Baltasana (1.203 m), que és el punt més alt de les muntanyes de Prades i on neix el barranc del Tillar que dona origen al riu Sec.
A més de les comarques esmentades, ocupa part dels municipis següents:
- La Riba, Alt Camp (1)
- Prades, Baix Camp (2)
- Tarrés, Garrigues (3)
- Vilaplana, Baix Camp (4)

1) Part del municipi pertany a la conca del riu al seu pas per l'Alt Camp
2) Part del municipi pertany a la conca de l'Ebre
3) Part del municipi pertany a la conca del Segre
4) Part del municipi pertany a la conca de l'Ebre i a la de les rieres del Baix Camp
Limita al sud-oest amb la conca de les rieres meridionals de Tarragona, a l'oest i al nord amb la de l'Ebre, a l'est i sud-est amb la del Gaià i al sud amb la Mediterrània.

## Fauna aqüícola
En alguns punts del Francolí, com també dels seus afluents Glorieta, Brugent i Anguera s'hi poden trobar algunes espècies de peixos:
|  | Anguila (Anguilla anguilla)           |
|  | Barb cua-roig (Barbus haasi)          |
|  | Bagra (Leuciscus cephalus)            |
|  | Truita comuna (Salmo trutta)          |
|  | Carpa (Cyprinus carpio)               |
|  | Truita arc iris (Oncorhynchus mykiss) |

També s'hi troben alguns amfibis i rèptils com ara:
|  | Gripau corredor (Epidalea calamita)  |
|  | Tòtil (Alytes obstetricans)          |
|  | Reineta (Hyla meridionalis)          |
|  | Granota verda (Rana perezi)          |
|  | Tortuga de rierol (Mauremys leprosa) |
|  | Tortuga de rierol (Mauremys caspica) |
|  | Colobra escurçonera (Natrix maura)   |
|  | Serp verda (Malpolon monspessulanus) |

## Afluents

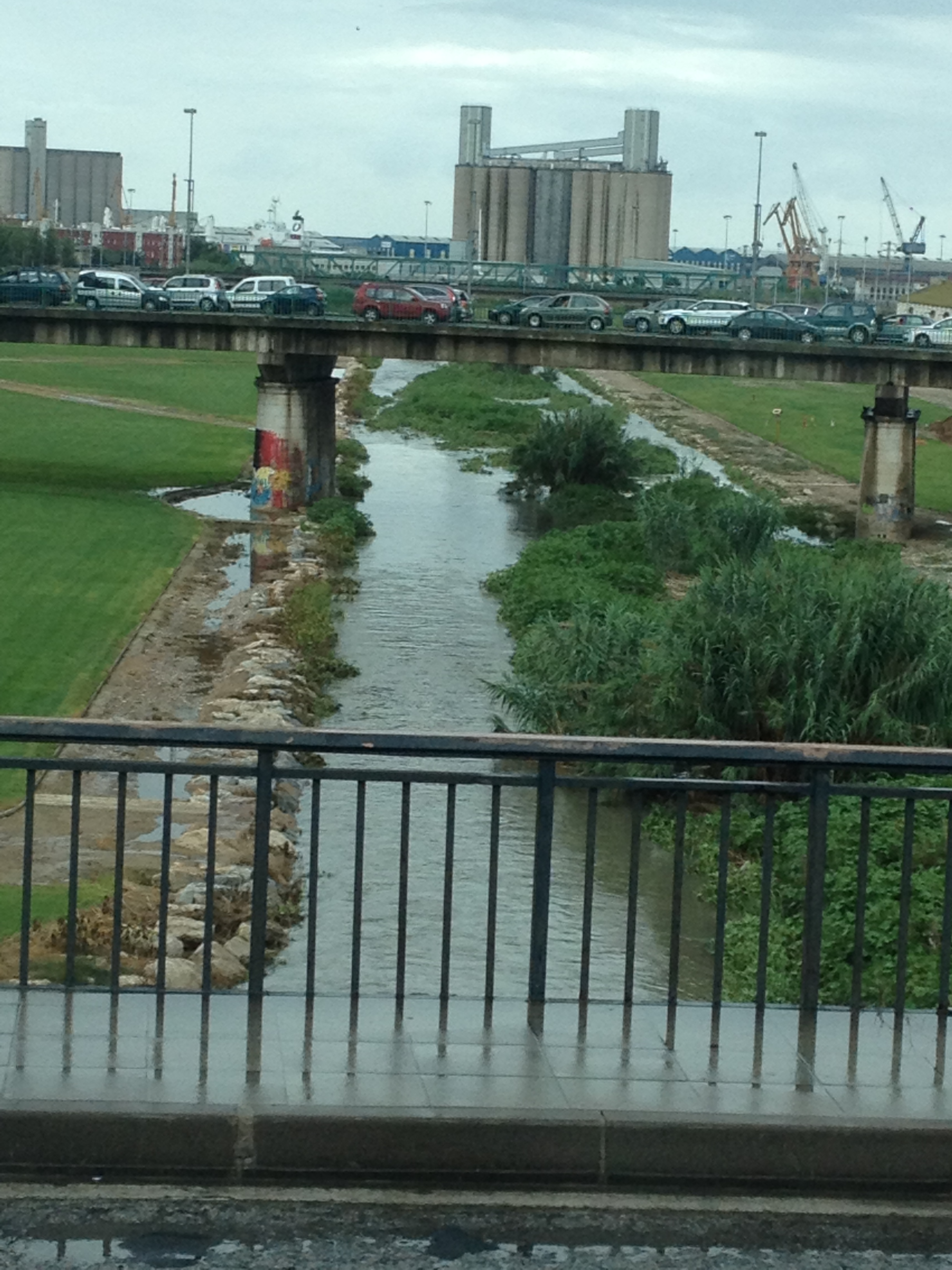
El riu Francolí al seu pas per Tarragona

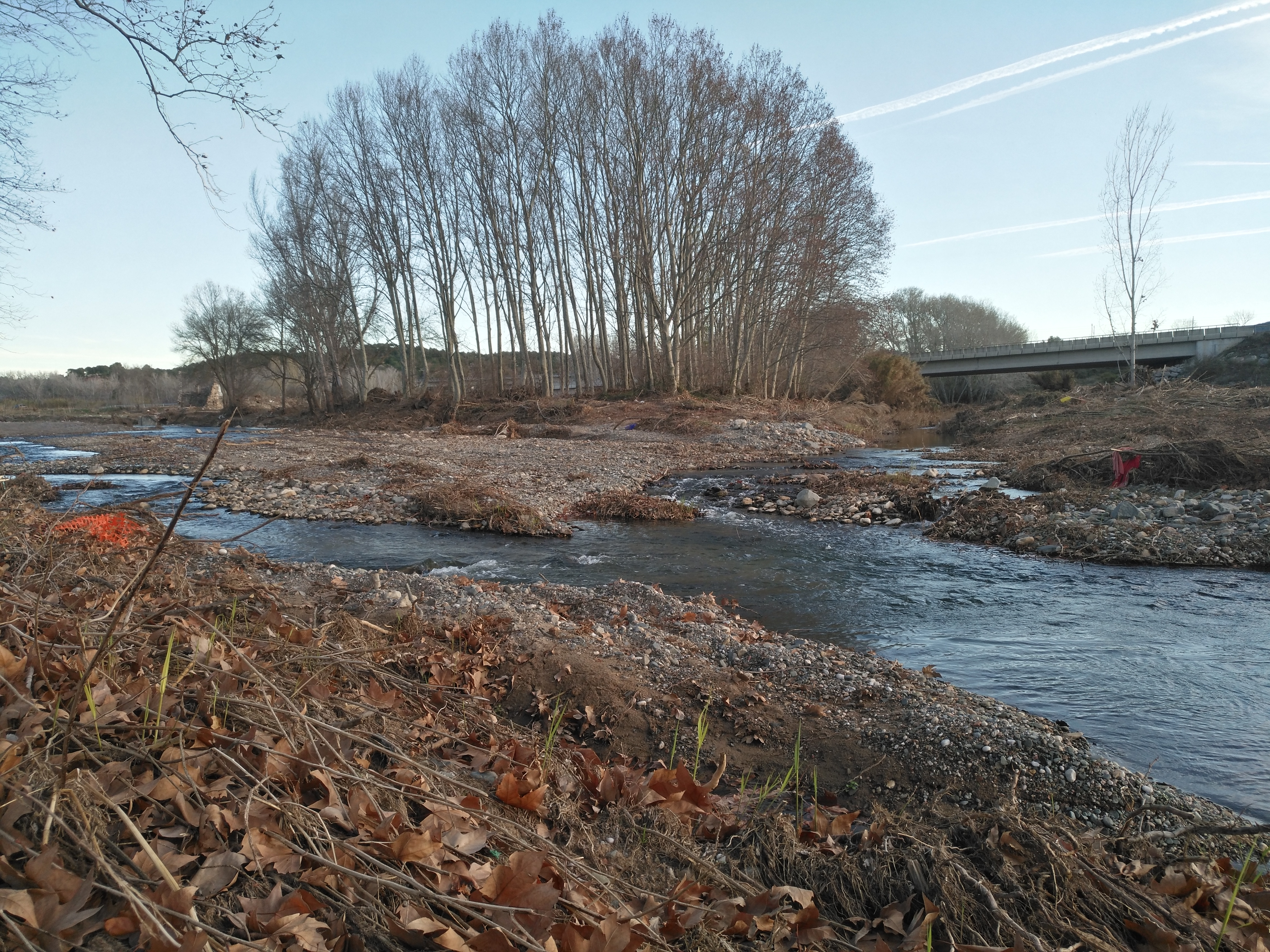
El riu Francolí quan rep les aigües del riu Anguera. La Sallida, Montblanc.

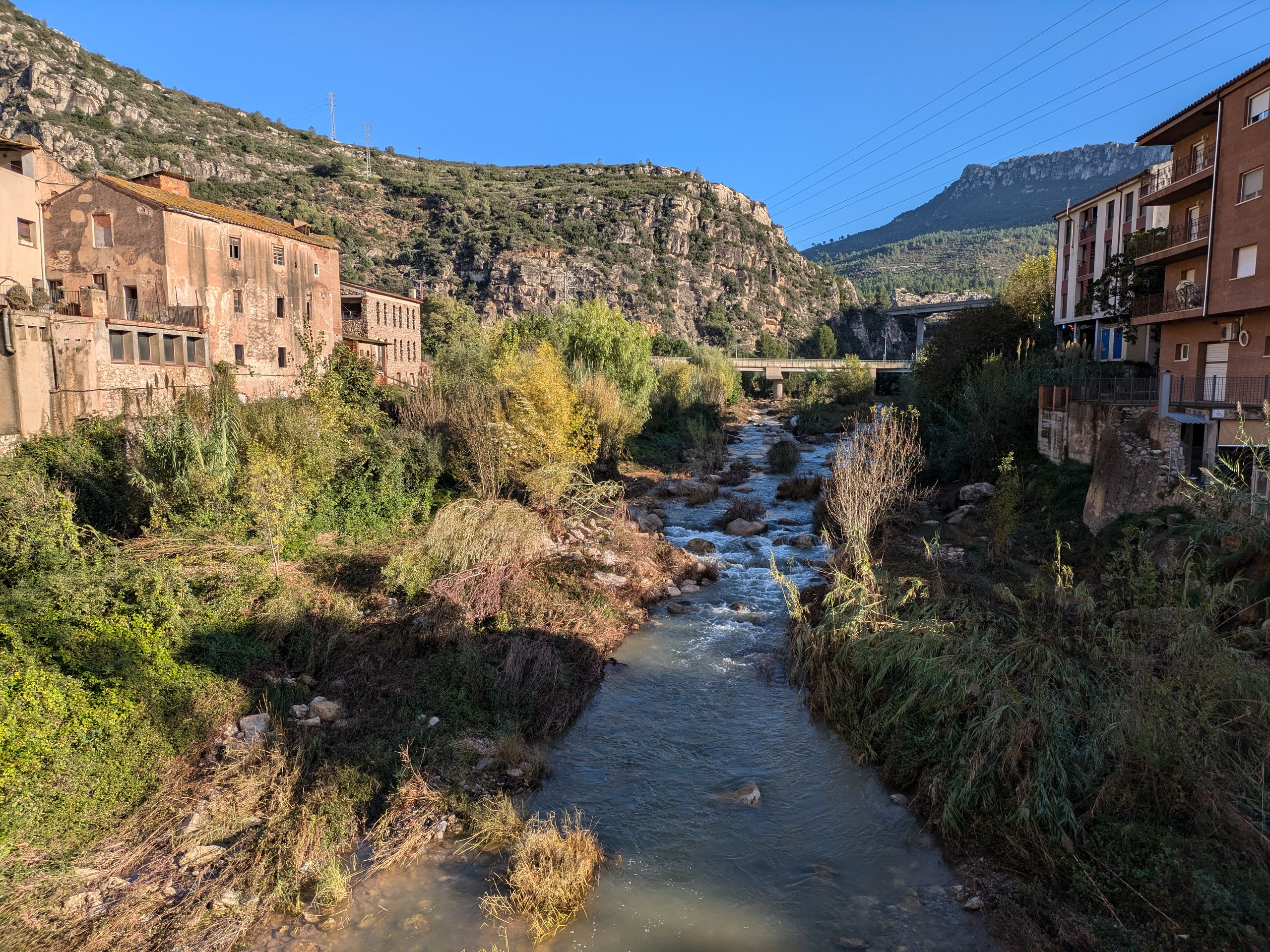
El Riu Francolí al seu pas per la Riba després de l'aiguabarreig del Brugent

A Vimbodí i Poblet:
- Riu de Milans
- Barranc dels Torrents

A l'Espluga de Francolí:
- Riu Sec
- Barranc de la Masia del Simon
- Barranc de l'Ermita

A Montblanc:
- Barranc de la Serra Blanca
- Séquia de Talaveres
- Barranc de la Tossa
- Barranc de Sant Joan
- Barranc de la Pasquala
- Riu d'Anguera
- Barranc del Torrent Sec
- Barranc de la Vall
- Barranc del Mas de Xanoi

A Vilaverd
- Barranc de la Variella

A Montblanc (2):
- Barranc de les Fontetes

A Vilaverd (2):
- Torrent de les Masies

A Montblanc (3):
- Barranc de la Masia del Maginet

A la Riba:
- el BrugentEl Riu Francolí al seu pas per la Riba després de l'aiguabarreig del Brugent
- Barranc de les Cometes
- Barranc del Semon
- Barranc del Secalló

A Valls (1):
- Torrent dels Boscos de Valls

A Alcover:
- Barranc de la Roureda

A Valls (2):
- Torrent de Sant Llorenç
- Barranc de la Font Major
- Torrent del Puig

A Vallmoll:
- Rasa de la Viuda
- Torrent de Vallmoll

Al Morell:
- el Glorieta
- Riera de la Selva

A Perafort:
- Torrent dels Garidells

A Constantí:
- Torrent de la Ferrerota

A Tarragona
- Barranc d'en Garrot

## Municipis que travessa
- Vimbodí
- L'Espluga de Francolí
- Montblanc
- Vilaverd
- La Riba
- Alcover
- Valls - Picamoixons
- La Masó
- Vilallonga del Camp
- El Morell
- Constantí
- Tarragona